# Thierno Barry
Thierno Mamadou Barry (Lyon, 21 oktober 2002) is een Frans voetballer van Guinese afkomst die doorgaans als aanvaller speelt. Hij verruilde Villarreal in juli 2025 voor Everton.

## Clubcarrière

### FC Sochaux
Barry maakte in 2021 de overstap van SC Toulon naar FC Sochaux. In het seizoen 2021/22 speelde hij er 22 competitiewedstrijden in het B-elftal, dat toen uitkwam in de Championnat National 3. Barry scoorde daarin tienmaal. Op het einde van het seizoen liep zijn contract bij Sochaux af.

### SK Beveren
In mei 2022 scoorde Barry als testspeler een doelpunt voor RC Lens in een oefenwedstrijd tegen Calcio Padova. Uiteindelijk zette hij zijn carrière verder bij de Belgische tweedeklasser SK Beveren: na een korte testperiode ondertekende hij er in juli 2022 een tweejarig contract met optie op een extra jaar.
Op 13 augustus 2022 maakte hij zijn officiële debuut voor Beveren: op de openingsspeeldag van de competitie liet trainer Wim De Decker hem in de 1-0-nederlaag tegen Beerschot VA in de 82e minuut invallen voor Jóan Símun Edmundsson. Een week later kreeg hij een basisplaats tegen Excelsior Virton (2-2-gelijkspel) en scoorde hij in de 33e minuut zijn eerste doelpunt voor Beveren. Ook op de vierde competitiespeeldag scoorde hij: in de 0-2-zege tegen Lommel SK opende hij vlak voor de rust de score.
Aanvankelijk werd Barry op de flank uitgespeeld, maar na de blessure van Daniel Maderner verschoof hij naar het centrum van de aanval. Barry trok daarop zijn doelpuntenproductie op: op de zevende en achtste competitiespeeldag scoorde hij tegen respectievelijk Lierse Kempenzonen (5-0-zege) en FCV Dender EH (0-3-zege) telkens tweemaal. Toen hij op de elfde competitiespeeldag ook tegen Jong Genk een tweeklapper scoorde, kwam hij samen met Lucas Stassin (die een dag eerder zijn achtste competitiegoal van het seizoen had gescoord tegen Beerschot VA) en Leonardo Miramar Rocha op een gedeelde eerste plaats in de topschuttersstand te staan. Toen hij op de veertiende speeldag tegen RWDM zijn tiende competitiegoal scoorde, werd hij voor het eerst alleen topschutter. Barry sloot de reguliere competitie uiteindelijk af met veertien doelpunten in 21 wedstrijden.
In maart 2023 brak Beveren, op dat moment in volle titelstrijd met RWDM, het contract van Barry open tot medio 2025. De Fransman bedankte door te blijven scoren: met goals tegen Lierse Kempenzonen en RSCA Futures hielp hij Beveren aan een 15 op 15 in de promotie-playoffs. Na het 1-1-gelijkspel tegen titelconcurrent RWDM op de zevende speeldag van de play-offs, waarin Barry niet tot scoren kwam, scoorde de Fransman nog in de drie resterende wedstrijden van het seizoen. Beveren sprokkelde daarin 9 op 9, wat niet meer genoeg was om RWDM bij te benen gezien het eveneens foutloze parcours van de Molenbekenaars in de drie laatste wedstrijden van het seizoen. Barry sloot het seizoen niet alleen af als topschutter van de competitie, maar ook als Challenger Pro League Player of the Season.

### FC Basel
Begin juli 2023 ondertekende Barry een vierjarig contract bij FC Basel, dat bijna drie miljoen euro betaalde voor de Fransman.

### Villarreal
Een jaar later vertrok hij naar het Spaanse Villarreal, waar hij een contract voor vijf jaar tekende. Met de overstap was 13,5 miljoen euro gemoeid.

## Clubstatistieken
| Seizoen         | Club            | Competitie             | Competitie | Competitie | Beker | Beker | Supercup | Supercup | Europees | Europees | Totaal | Totaal |
| Seizoen         | Club            | Competitie             | Wed.       | Dlp.       | Wed.  | Dlp.  | Wed.     | Dlp.     | Wed.     | Dlp.     | Wed.   | Dlp.   |
| --------------- | --------------- | ---------------------- | ---------- | ---------- | ----- | ----- | -------- | -------- | -------- | -------- | ------ | ------ |
| 2021/22         | FC Sochaux B    | Championnat National 3 | 22         | 10         | —     | —     | —        | —        | —        | —        | 22     | 10     |
| 2022/23         | SK Beveren      | Eerste klasse B        | 31         | 20         | 2     | 0     | —        | —        | —        | —        | 33     | 20     |
| 2023/24         | FC Basel        | Super League           | 35         | 9          | 1     | 2     | —        | —        | 1        | 1        | 37     | 12     |
| 2024/25         | FC Basel        | Super League           | 3          | 5          | 1     | 3     | —        | —        | —        | —        | 4      | 8      |
| 2024/25         | Villarreal      | Primera División       | 1          | 0          | 0     | 0     | —        | —        | —        | —        | 1      | 0      |
| Carrière totaal | Carrière totaal | Carrière totaal        | 92         | 44         | 4     | 5     | 0        | 0        | 1        | 1        | 96     | 49     |

Bijgewerkt op 24 augustus 2024.

## Erelijst
| Individueel                                |    |         |
| Topscorer Eerste klasse B                  | 1x | 2022/23 |
| Challenger Pro League Player of the Season | 1x | 2022/23 |